# 툰역
툰역(독일어: Thun)은 스위스 베른주의 툰 마을에 있는 기차역이다. 툰역에서 스위스 연방 철도가 소유한 베른-툰선은 모두 BLS AG가 소유한 다른 노선과 합류한다. 이 노선은 베른에서 벨프를 경유하는 귀르베탈선, 부르크도르프에서 코놀핑엔을 경유하는 툰 본선, 툰호선에서 슈피츠와 인터라켄까지이다.
이 역은 BLS AG, 스위스 연방 철도(SBB)와 도이치반을 포함한 다양한 사업자가 운행한다.
역은 또한 STI 버스 운수에서 제공하는 시외버스망과의 연동을 제공한다. 툰 호수에 있는 BLS 소유 선박은 아레강과 툰 선박 운하(Thun ship canal)가 항해 가능한 거리까지 접근할 수 있는 역에서 부두까지 운행편을 제공한다.

## 운행편
다음 서비스는 툰에서 정차한다.
- 유로시티 / 인터시티 / 인터시티 익스프레스 (ICE): 바젤 SBB와 슈피츠 사이를 30분 간격으로 운행한다. 대부분의 북행 열차는 바젤에서 종착한다. 단일 유로시티는 함부르크-알토나로 계속 연결되고 2개의 ICE는 베를린 동역으로 연결된다. 대부분의 남행 열차는 인터라켄 동역까지 계속 운행한다. 2시간마다 1대의 기차가 브리그까지 계속 운행된다.
- 유로시티 / 인터시티 : 바젤 SBB와 브리크 사이를 2시간 간격으로 운행한다. 유로시티 열차는 브리크에서 도모도솔라를 통해 밀라노 중앙역까지 계속 운행한다.
- 인터시티 : 로만스호른과 브리그 사이를 매시간 운행한다.
- 레기오익스프레스 / 레기오: 베른과 츠바이지멘 또는 브리크/도모도솔라 간 매시간 운행 ; 기차는 툰에서 갈라진다.
- 레기오: 코놀핑엔까지 시간당 두 대의 열차가 운행되며, 다른 모든 열차는 졸로투른까지 계속 운행한다.
- 베른 S-반 :
  - S1: 프리부르까지 30분마다 운행한다.
  - S4: 랑나우까지 매시간 운행.
  - S44: 졸로투른 또는 주미스발트-그뤼넨까지 매시간 운행